# بيتشكرافت تي-34 مينتور
بيتشكرافت تي-34 مينتور (بالإنجليزية: Beechcraft T-34 Mentor)‏ هي طائرة تدريب عسكري أمريكية، يحركها محرك مروحي واحد. أشتقت من الطائرة بيتش كرافت نموذج 35 بونانزا. في الإصدارات السابقة والمبكرة من تي-34، والتي يعود تاريخها إلى حوالي أواخر عقد 1940 إلى عقد 1950، كان تعمل بمحركات مكبسية. وفي نهاية المطاف نجحت ترقية الطائرة (T-34C Turbo-Mentor) لكي تعمل بواسطة محرك مروحة توربيني. لا يزال طراز تي 34 في الخدمة بعد أكثر من ستة عقود من تاريخ تصميمه لأول مرة.

## التصميم والتطوير

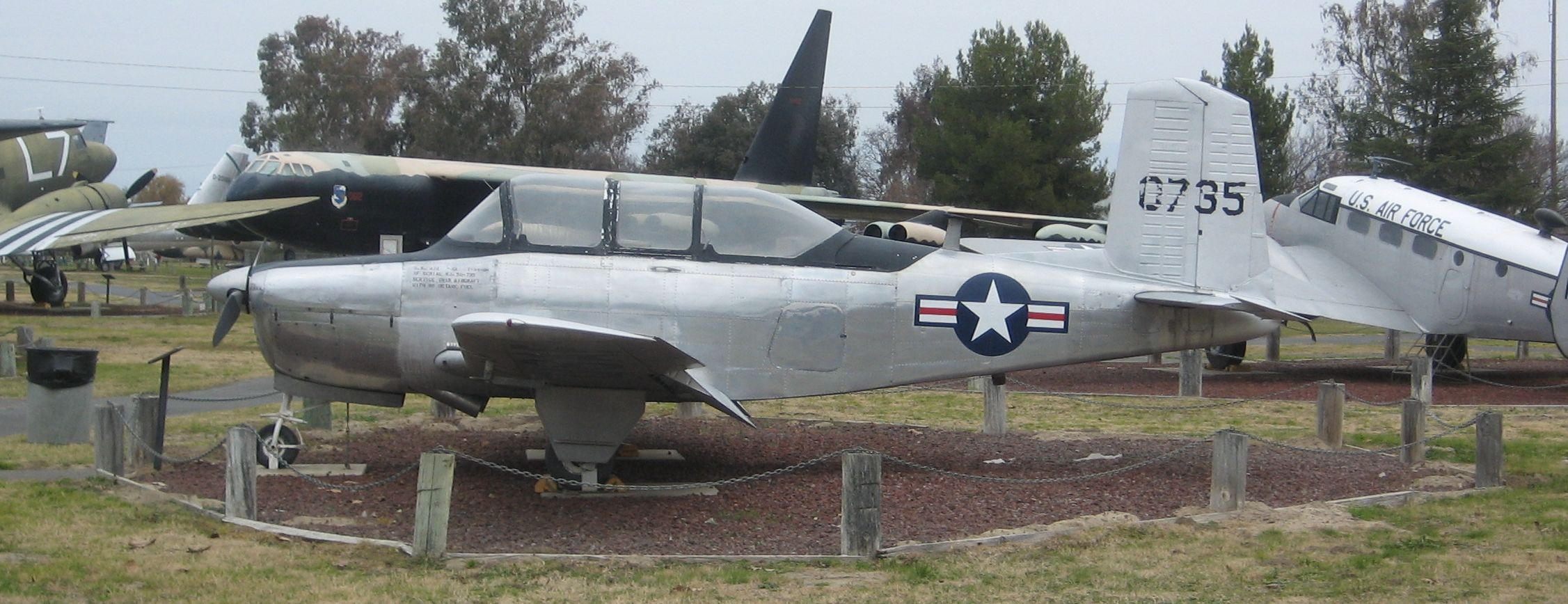
A YT-34 on display at the Castle Air Museum at the former Castle AFB in Atwater, California

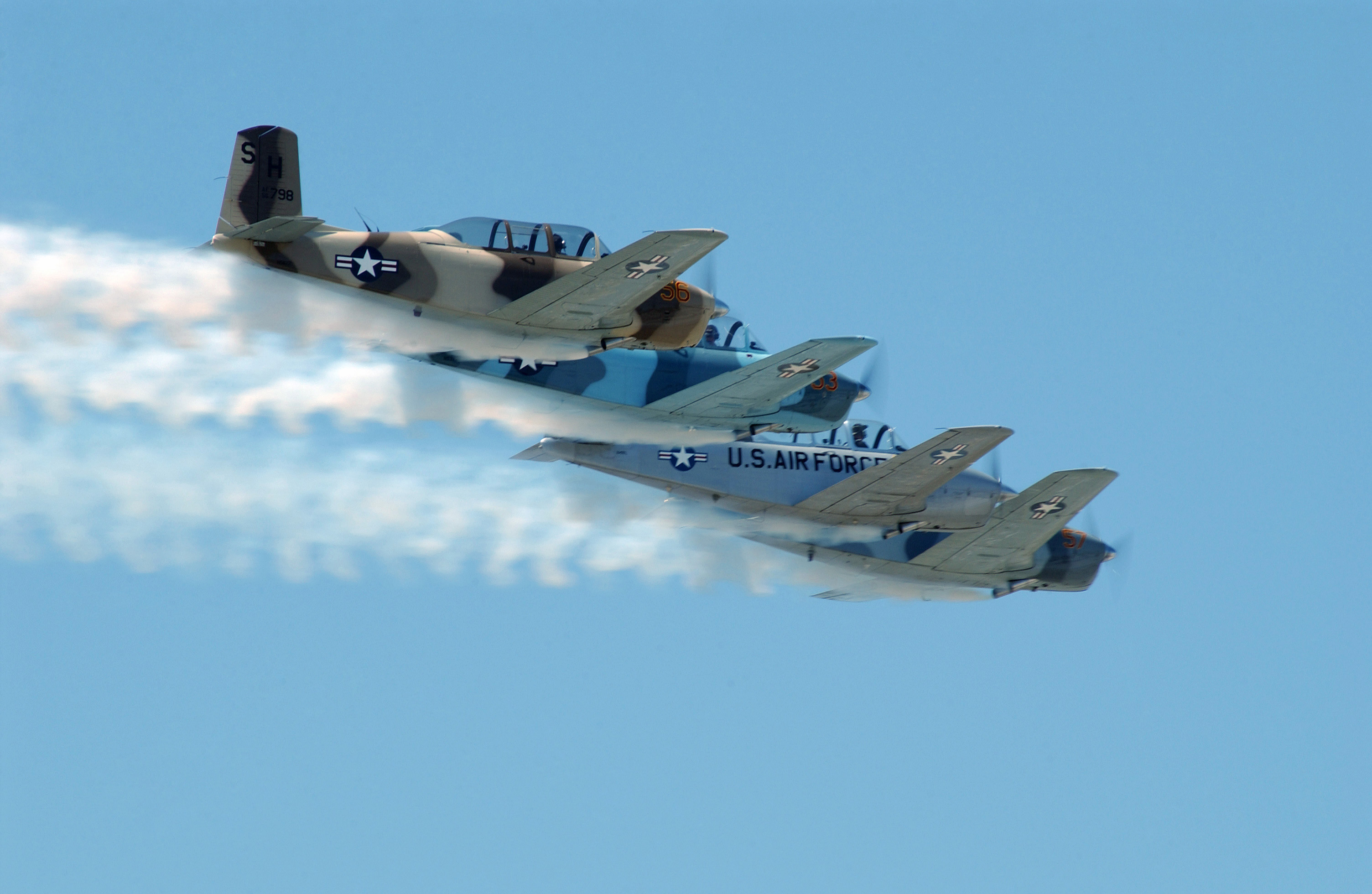
T-34s of the March Field Aero Club at March Air Reserve Base, California in 2004

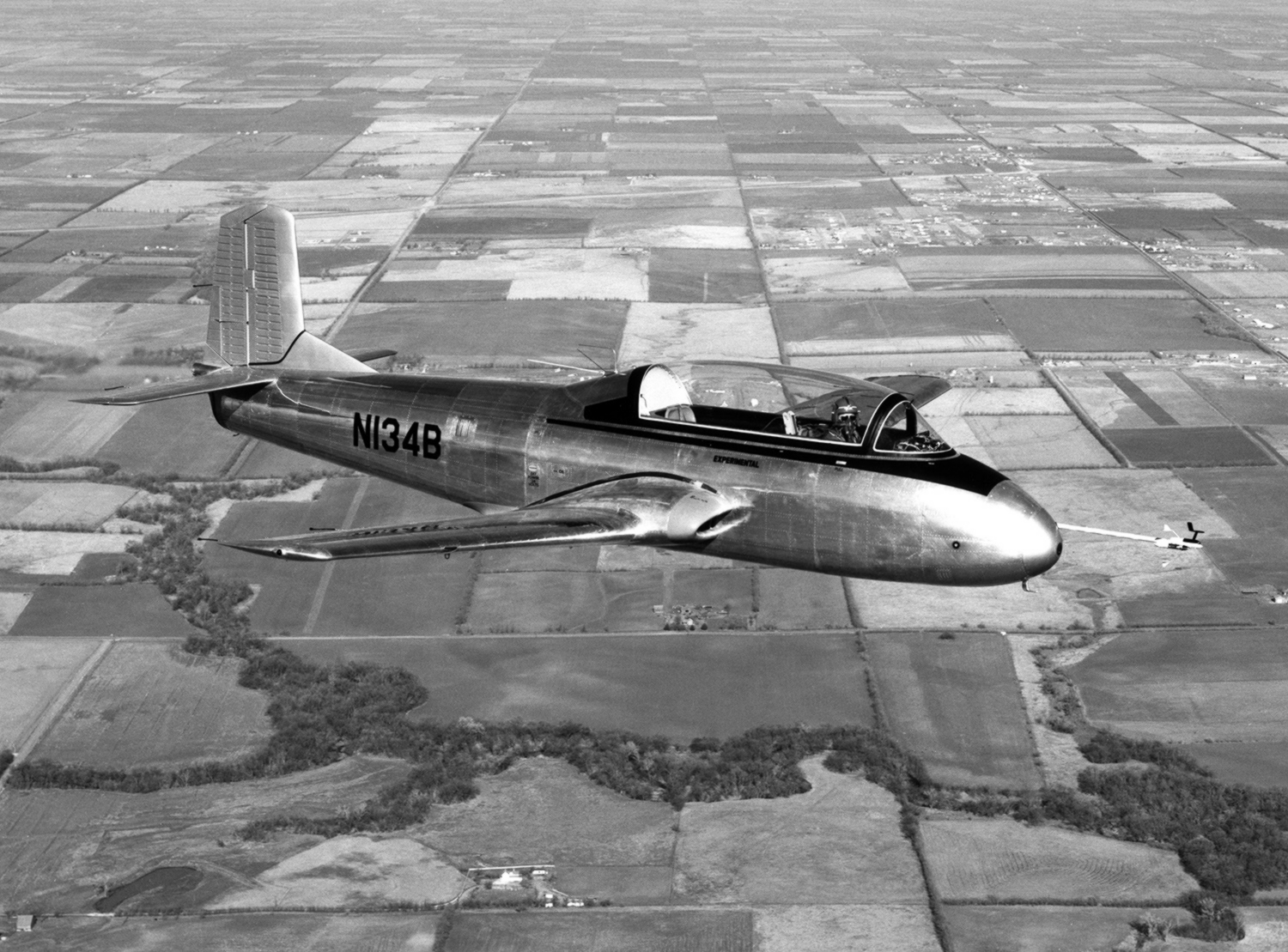
The Model 73 Jet Mentor.

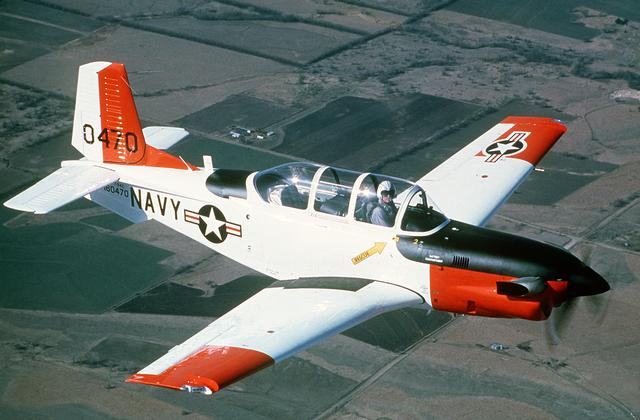
A T-34C Turbo-Mentor, which can be distinguished from the B (piston) model by the extended nose and exhaust stacks on either side behind the prop to accommodate the jet turboprop engine

### الاستخدام المدني

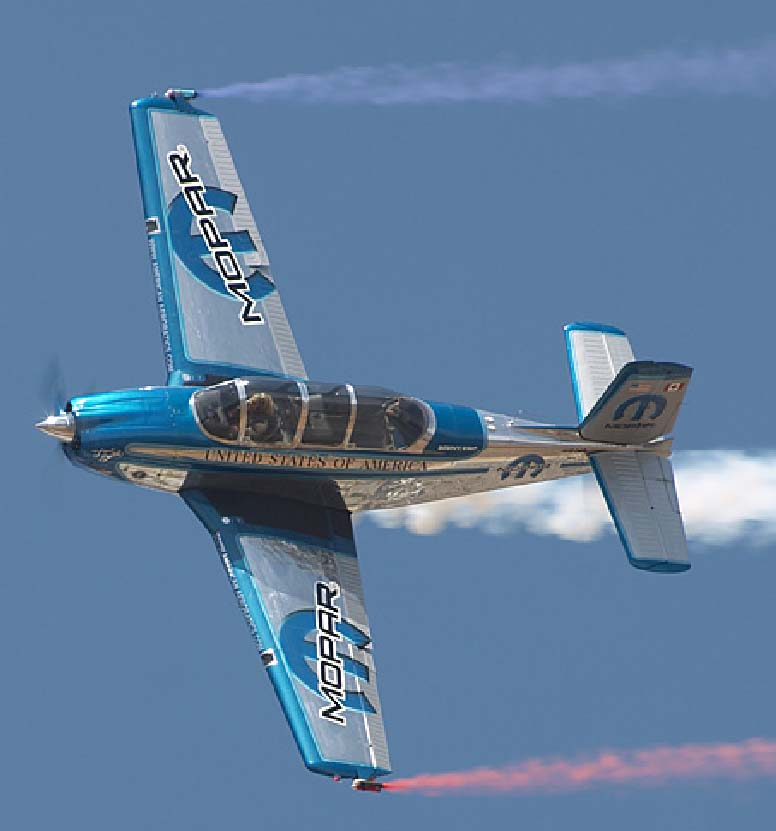
جولي كلارك in the T-34 "Free Spirit" c. 2006

## المتغيرات

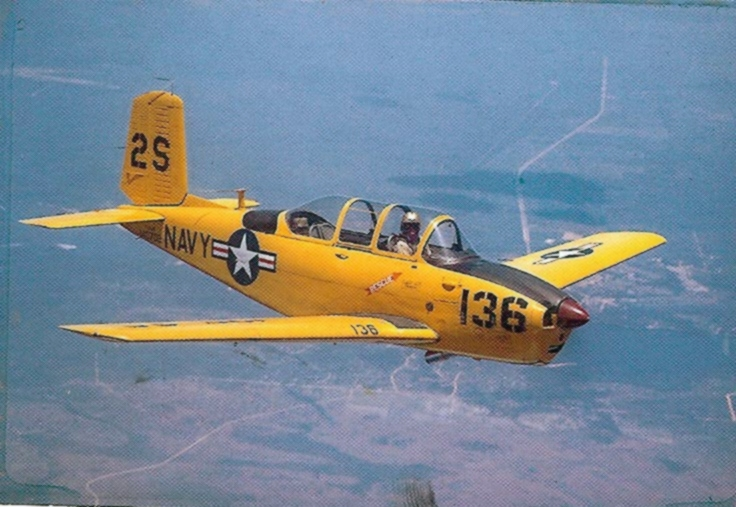
A U.S. Navy T-34B assigned to NAS Saufley Field in the 1950s.

YT-34
النموذج الأولي، ثلاثة تم بناؤها.
T-34A
طائرة تدريب القوة الجوية الأمريكية. تم استبدالها بطائرة سيسنا تي-37 تويت حوالي 1960 (450 بنيت).
T-34B
YT-34C
T-34Bs اثنين من تم تزويدها بمحركات دفع توربيني، وكانت تستخدم نماذج (T-34C).
T-34C Turbo-Mentor
طائرة تدريب أساسي بمقعدين، مزودة المحرك التوربيني.
T-34C-1
Turbo-Mentor 34C
النسخة المدنية
Allison Turbine Mentor
تحويل الفائض من (T-34 Mentors) لتكون مدعومة بمحركات أليسون موديل 250 ذات الدفع التوربيني.

## المشغلين

### مشغلين العسكرية
قالب:Acopmap
 الجزائر
 الأرجنتين
- Argentine Naval Aviation - T-34C [3]

 بوليفيا
- سلاح الجو البوليفي - .[4]

 تشيلي
- سلاح الجو التشيلي[5]
- بحرية تشيلي[6]

 كولومبيا
- القوات الجوية الكولومبية -.[7]

 جمهورية الدومينيكان
 الإكوادور
- سلاح الجو الاكوادوري[3]
- البحرية الاكوادورية[8]

 السلفادور
 فرنسا
 الغابون
 إندونيسيا
- القوات الجوية الإندونيسية[3]

 اليابان

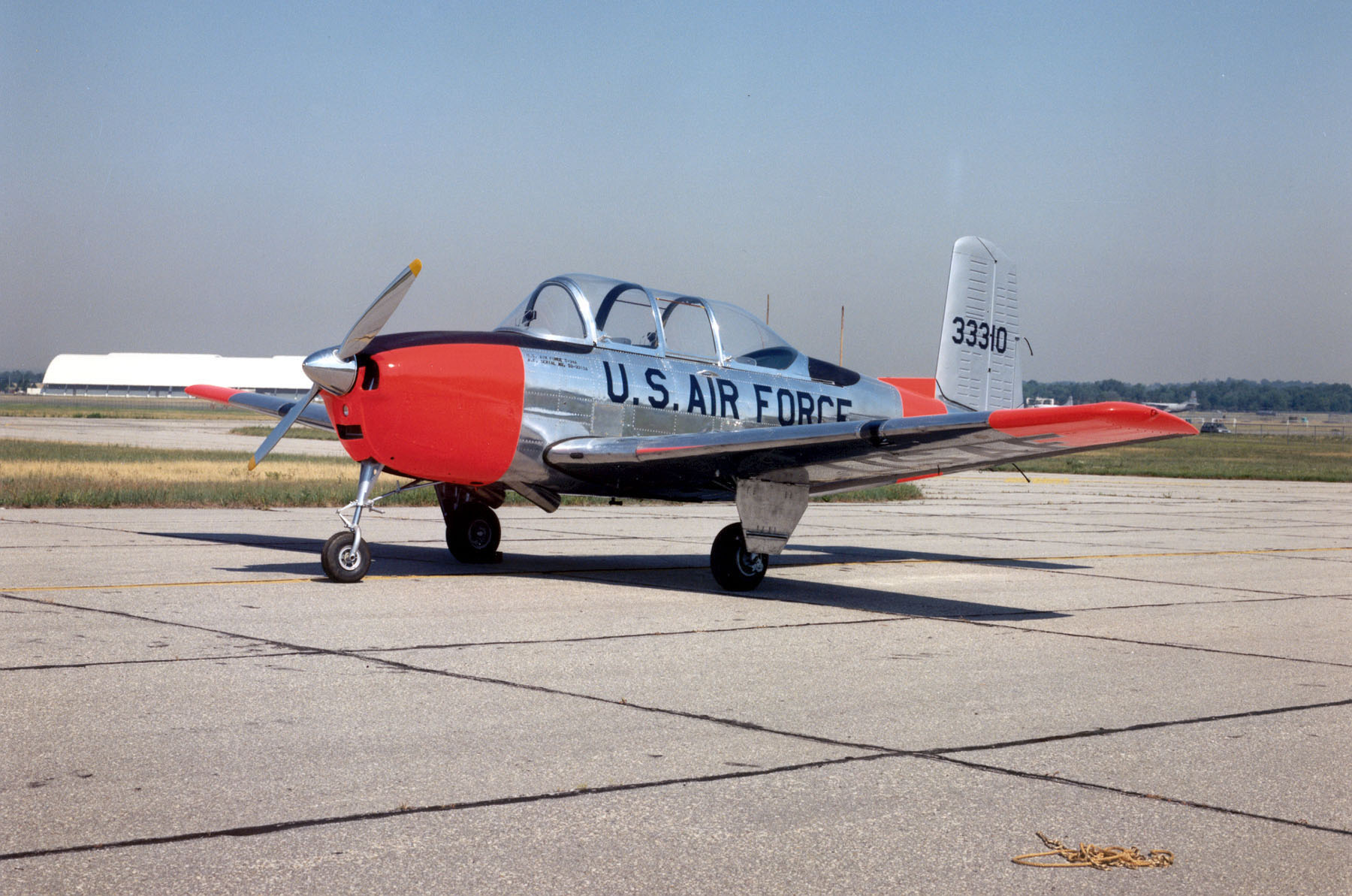
A T-34A Mentor at the National Museum of the USAF

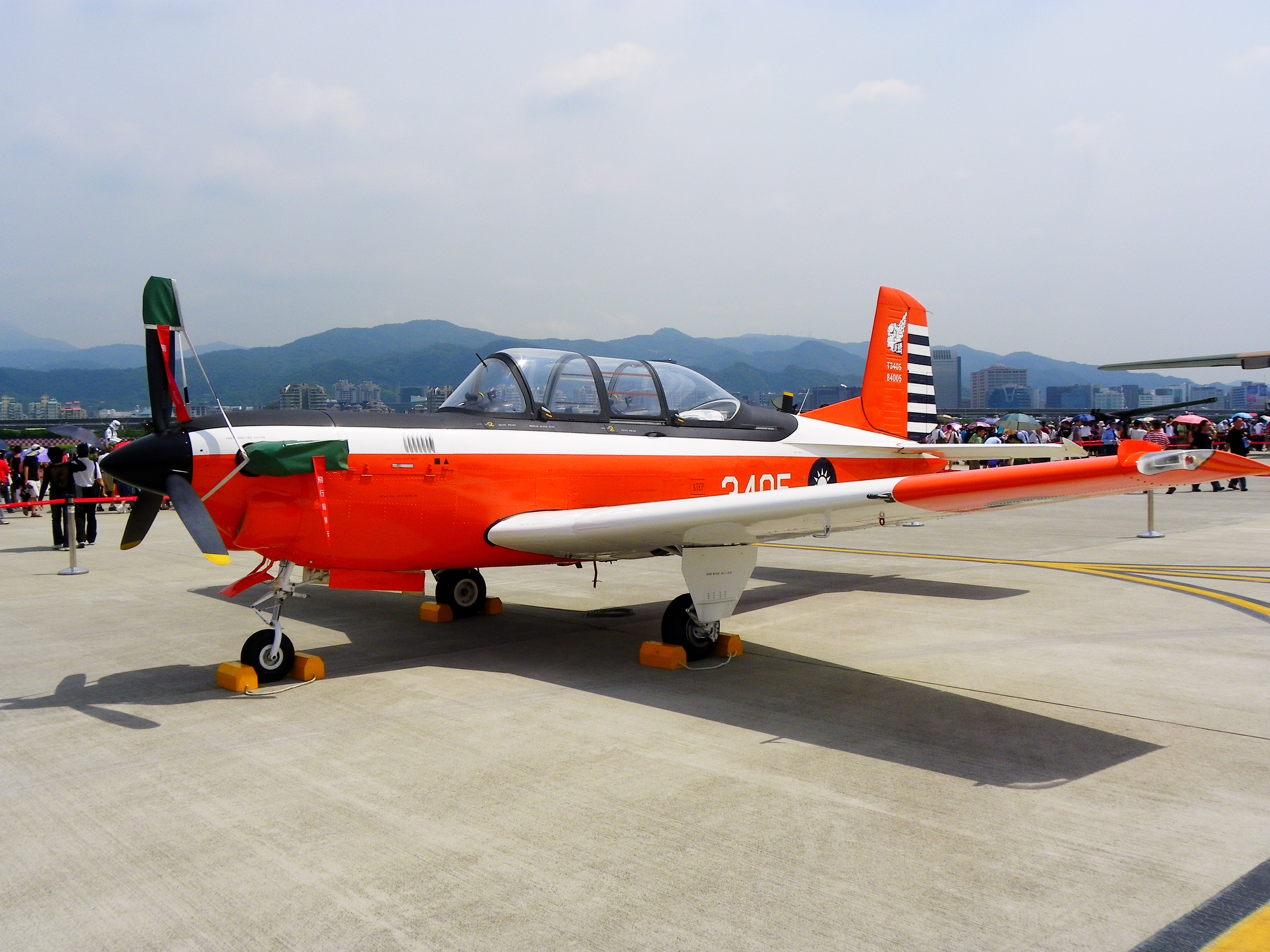
Republic of China (Taiwan) Air Force (RoCAF) T-34C

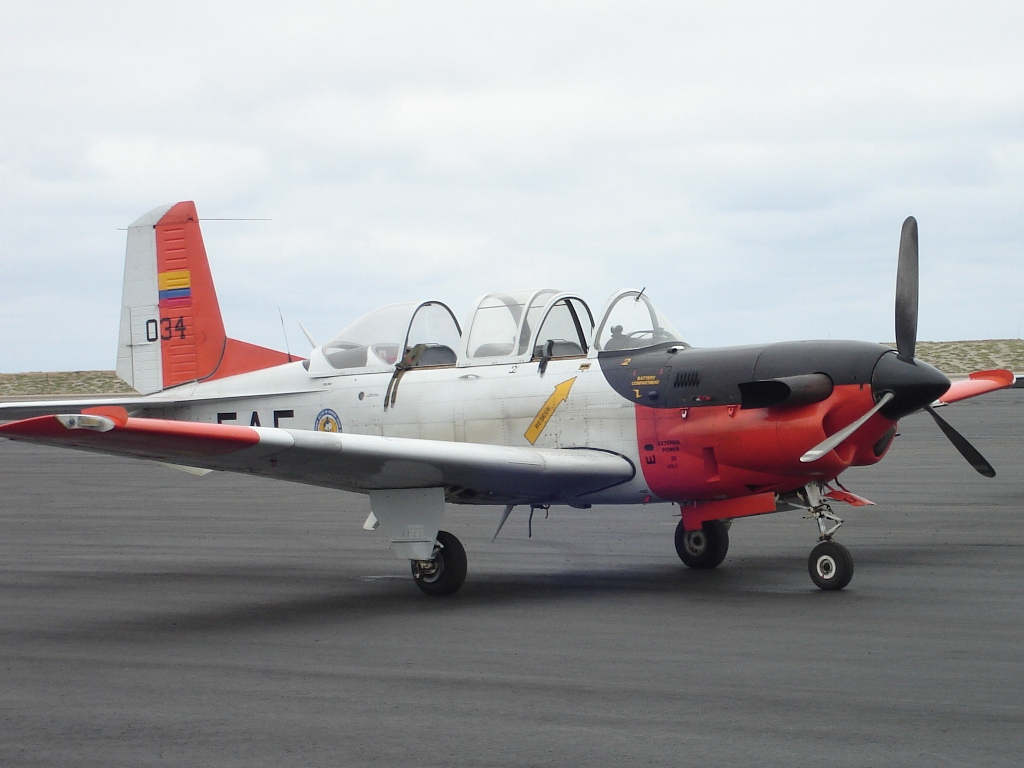
T-34C من سلاح الجو الاكوادوري

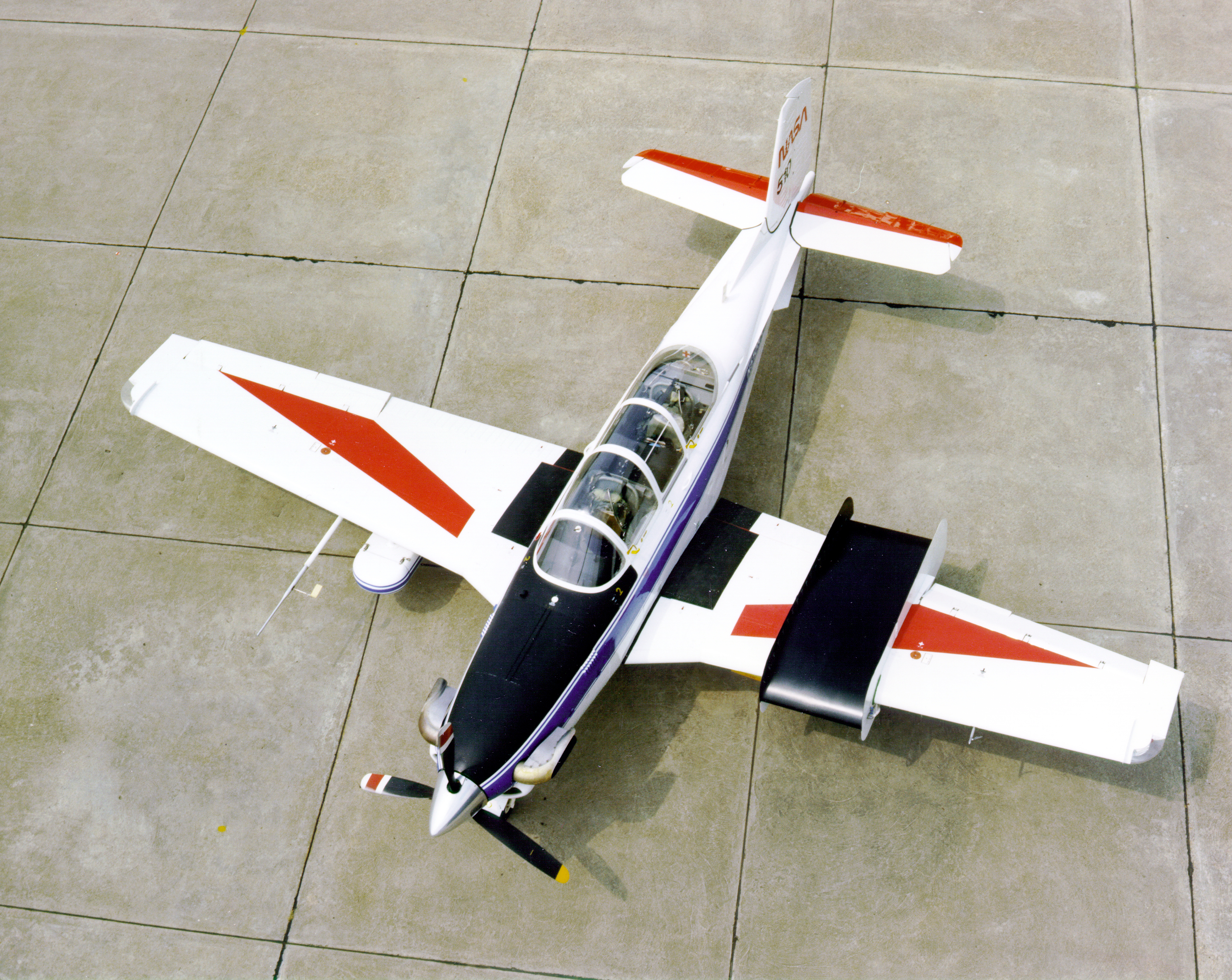
Beech T-34C Turbo Mentor operated by ناسا

- قوة الدفاع الذاتي الجوية اليابانية
- قوة الدفاع الذاتي البرية اليابانية

 المكسيك
 المغرب
- القوات الجوية الملكية المغربية[3]

 بيرو
- Peruvian Naval Aviation[3]

 الفلبين
- القوات الجوية الفلبينية

 السعودية
- القوات الجوية الملكية السعودية[9]

 إسبانيا
 تايوان
 تركيا
- القوات الجوية التركية

 الولايات المتحدة
- القوات الجوية الأمريكية
- القوات البرية للولايات المتحدة[10]
- بحرية الولايات المتحدة
- قوات مشاة بحرية الولايات المتحدة
- حرس السواحل الأمريكي
- Civil Air Patrol

 الأوروغواي
- Uruguayan Air Force[3]
- Uruguayan Navy

 فنزويلا

### مشغلين المدنية
تشيلي
- Club Aéreo de Santiago
- Club Aéreo de Rancagua

 تركيا
- Turkish Aeronautical Association
- Istanbul Aviation Club
- T-34 Türkiye

 الولايات المتحدة
- Dragon Flight
- فريق ليما ليما
- ناسا
- The San Diego Salute[11]

## مواصفات (T-34C)
البيانات من Janes's All The World's Aircraft 1988-89
الخصائص العامة
- الطاقم: Two
- الطول: 28 ft 8½ in (8.75 m)
- باع الجناح: 33 ft 3⅞ in (10.16 m)
- الارتفاع: 9 ft 7 in (2.92 m)
- مساحة الجناح : 179.6 ft² (16.69 m²)
- الوزن فارغة: 2,960 lb (1,342 kg)
- وزن الإقلاع الأقصى: 4,300 lb (1,950 kg) (T-34C-1 weapons trainer - 5,500 lb (2,494 kg))
- محرك الطائرة: 1 × Pratt & Whitney Canada PT6A-25 محرك مروحة عنفية, 715 حصان (وحدة قدرة) (533 kW) (derated to 400 shp (298 kW))

الأداء
- لا تتجاوز سرعة: 280 knots (518 km/h, 322 mph) (سرعة جوية مبينة)
- سرعة العبور: 214 knot (396 km/h, 246 mph) max cruise at 17,000 ft (5,180 m)
- سرعة انهيار: 53 knots (98 km/h, 61 mph) flaps down, power off
- مدى (طائرة): 708 ميل بحري (1,311 km, 814 mi) at 180 knots (333 km/h, 207 mph) and 20,000 ft (6,100 m)
- سقف الخدمة: 30,000 ft (9,145 m)
- معدل الصعود: 1,480 ft/min (7.5 m/s)
- g limit:+4.5, -2.3

التسليح

- نقطة تعليقs: 4 with a capacity of 600 lb (272 kg) inner, 300 lb (136 kg) outer, 1,200 lb (544 kg) total

## وصلات خارجية
- Hawker Beechcraft T-34 page
- T-34 history page on Navy.mil
- US Navy Fact File: T-34C Turbo-Mentor on Navy.mil
- T-34 Association
- Manual: (1958) T.O. 1T-34A-1 Flight Handbook T-34A USAF Series
- T-34 Turkey-T-34's Protect and Preserve the Association -Hur Kus Aviation Club